# Wiesenmühle (Oberschwarzach)
Wiesenmühle ist ein Gemeindeteil des Marktes Oberschwarzach im unterfränkischen Landkreis Schweinfurt in Bayern. Wiesenmühle liegt in der Gemarkung Oberschwarzach.

## Lage
Die Einöde liegt an der Schwarzach. Ein Anliegerweg führt unmittelbar nördlich zur Kreisstraße SW 47/KT 43, die zur Kreisstraße KT 42 bei Bimbach (1,2 km westlich) bzw. nach Oberschwarzach zur Staatsstraße 2272 verläuft (0,7 km nordöstlich).

## Geschichte
Mit dem Gemeindeedikt (frühes 19. Jahrhundert) wurde Leierersmühle, die heutige Wiesenmühle, der neu gebildeten Ruralgemeinde Oberschwarzach zugewiesen.